# Konanakunte
Konanakunte é uma vila no distrito de Bangalore, no estado indiano de Karnataka.

## Demografia
Segundo o censo de 2001, Konanakunte tinha uma população de 13 262 habitantes. Os indivíduos do sexo masculino constituem 54% da população e os do sexo feminino 46%. Konanakunte tem uma taxa de literacia de 77%, superior à média nacional de 59,5%: a literacia no sexo masculino é de 81% e no sexo feminino é de 73%. Em Konanakunte, 11% da população está abaixo dos 6 anos de idade.